# Чапаєвка (Сарикольський район)
Чапа́євка (каз. Чапаев) — село у складі Сарикольського району Костанайської області Казахстану. Входить до складу Комсомольського сільського округу.
Населення — 82 особи (2021; 156 у 2009, 216 у 1999, 265 у 1989).